# Créatinine
Ne doit pas être confondu avec créatine.
 (mars 2024).
Si vous disposez d'ouvrages ou d'articles de référence ou si vous connaissez des sites web de qualité traitant du thème abordé ici, merci de compléter l'article en donnant les références utiles à sa vérifiabilité et en les liant à la section « Notes et références ».
La créatinine (du grec kreas : chair) est un produit de dégradation de la phosphocréatine et de la déshydratation de la créatine dans le muscle.
Ce produit de déshydratation de la créatine est sécrété dans le plasma puis éliminé dans l'urine. Le taux sanguin de créatinine dépend de la capacité d'élimination du rein et de la masse musculaire ; son évaluation donne une indication de la capacité de filtration rénale.
De par sa nature chimique et sa fonction, la créatinine n'est pas considérée comme une protéine. Elle n'intervient que dans le métabolisme énergétique associé à la créatine.

## Physiologie
Hormis après un effort important, la créatinine est généralement produite par le corps à un taux constant. Ce taux est fonction de la masse musculaire, pour un individu donné.
Cette molécule est éliminée en quasi-totalité par le rein, qui ne la réabsorbe pas et qui la sécrète très peu. Le tubule contourné proximal participe lui aussi, bien que légèrement, à son excrétion. Elle est donc totalement diffusée et excrétée dans l'urine.

## Dosage

### Interprétation
Le dosage de la créatinine est une analyse très utile en néphrologie. Le taux de créatinine étant stable pour une personne donnée (en dehors d'états cataboliques transitoires comme l'effort sportif ou la fièvre) et étant en totalité éliminée par le rein, la créatinine représente un très bon indicateur de la fonction glomérulaire (autrement dit de la fonction rénale).
Malgré tout, la sécrétion tubulaire de créatinine, bien que mineure, court-circuite le glomérule et entraîne une légère surestimation de la clairance de la créatinine, donc de la fonction rénale. Cette surestimation, négligeable quand la fonction rénale est bonne, rend la clairance de la créatinine inutilisable pour mesurer une fonction rénale très basse.
Plusieurs formules, basées sur la mesure du taux plasmatique de créatinine, permettent une estimation souvent suffisante du débit de filtration glomérulaire :
- Cockcroft & Gault (des noms de ses créateurs), basée sur le sexe, l'âge et le poids ;
- MDRD (de l'anglais Modification of Diet in Renal Disease, nom de l'étude l'ayant mise en évidence), basée sur le sexe, l'ethnie et l'âge ;
- CKD Epi (de l'anglais Chronic Kidney Disease Epidemiology collaboration, nom de l'étude l'ayant mise en évidence), basée également sur le sexe, l'ethnie et l'âge.

Il est déconseillé d'employer la méthode basée sur la mesure du taux plasmatique de créatinine associée à la mesure de la créatinine urinaire sur 24 h , en raison de la qualité aléatoire du recueil des urines des 24 h et du caractère imparfait de la créatinine en tant que marqueur d'une insuffisance rénale : si l'on ne peut se contenter d'une clairance calculée, alors une mesure du débit de filtration glomérulaire en service spécialisé est nécessaire.
La clairance rénale de la créatinine relative à la surface corporelle de référence (1,73 m2) est de 1,5 à 2,3 mL/s ou 90 à 140 mL/min.

### Valeurs
La valeur du taux de créatinine n'a pas réellement de signification en soi et doit être interprétée en fonction des éléments cités plus haut. On exprime le taux de créatinine (créatininémie) en micromoles par litre (ou en mg/dL aux États-Unis : 1 mg/dL de créatinine correspond à 88,4 μmol/L).
Les valeurs de référence sont (attention aux unités), pour un adulte moyen dont on ne connaît pas le sexe, de 56,6  à   112,3 µmol/L  (6,4  à   12,7 mg/L) ou, de manière plus précise ; 
- pour les femmes, d'environ 45  à   84 μmol/L (5  à   10 mg/L) ;
- pour les hommes, d'environ 70  à   110 μmol/L (9  à   14 mg/L).

Ce taux peut doubler chez un adepte du culturisme ou au contraire être très bas chez une personne très maigre ou amputée, ceci malgré une fonction rénale normale.